# 432 パーク・アベニュー
座標: 北緯40度45分40秒 西経73度58分17秒 / 北緯40.7612度 西経73.9715度

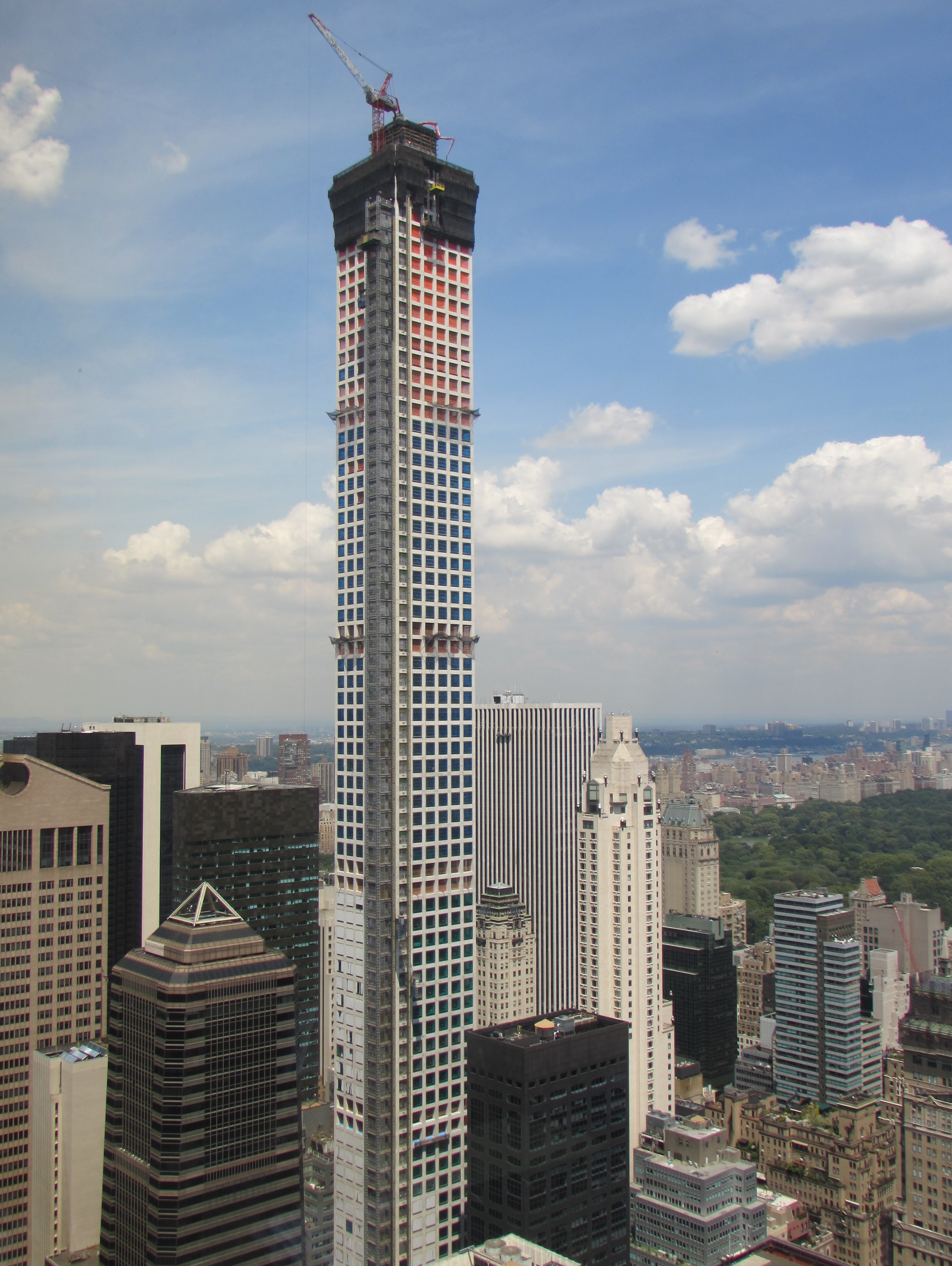
建設中（2014年）

432 パーク・アベニュー (432 Park Avenue) は、ニューヨーク市マンハッタン区ミッドタウンに建つ超高層ビルである。

## 概要
432 パーク・アベニューは、CIMグループによるプロジェクトで、125戸のコンドミニアム・アパートとなる。全高は1,398フィート (426.11 m)で、アメリカ合衆国で3番目に高いビル、マンハッタンではワン・ワールド・トレード・センターに次いで2番目に高いビルであった。また、セントラル・パーク・タワーに超されるまで完成当時から世界で最も高いマンションであった。屋上の高さとしては、このビルはワン・ワールド・トレード・センターを30 ft (9.1 m)上回って、ニューヨーク市で最も高いビルとなる。2011年当初の計画では全高1,300フィート (396 m)となる予定だった。住所は432 パーク・アベニューで、この場所には1926年から495室のドレイク・ホテルが建っていた。2006年にこのホテルは$440ミリオンでデベロッパーのen:Harry Mackloweへと売却され、2007年に解体された。この場所はミッドタウンの中心に位置し、最も地価の高い土地の一つとなった。ラファエル・ヴィニオリによる設計で"長方形という純粋に幾何的な形"を取る。
このビルが建つ57丁目は、近年、再開発が盛んに行われている。57丁目の新しいビルには以下のものがある。

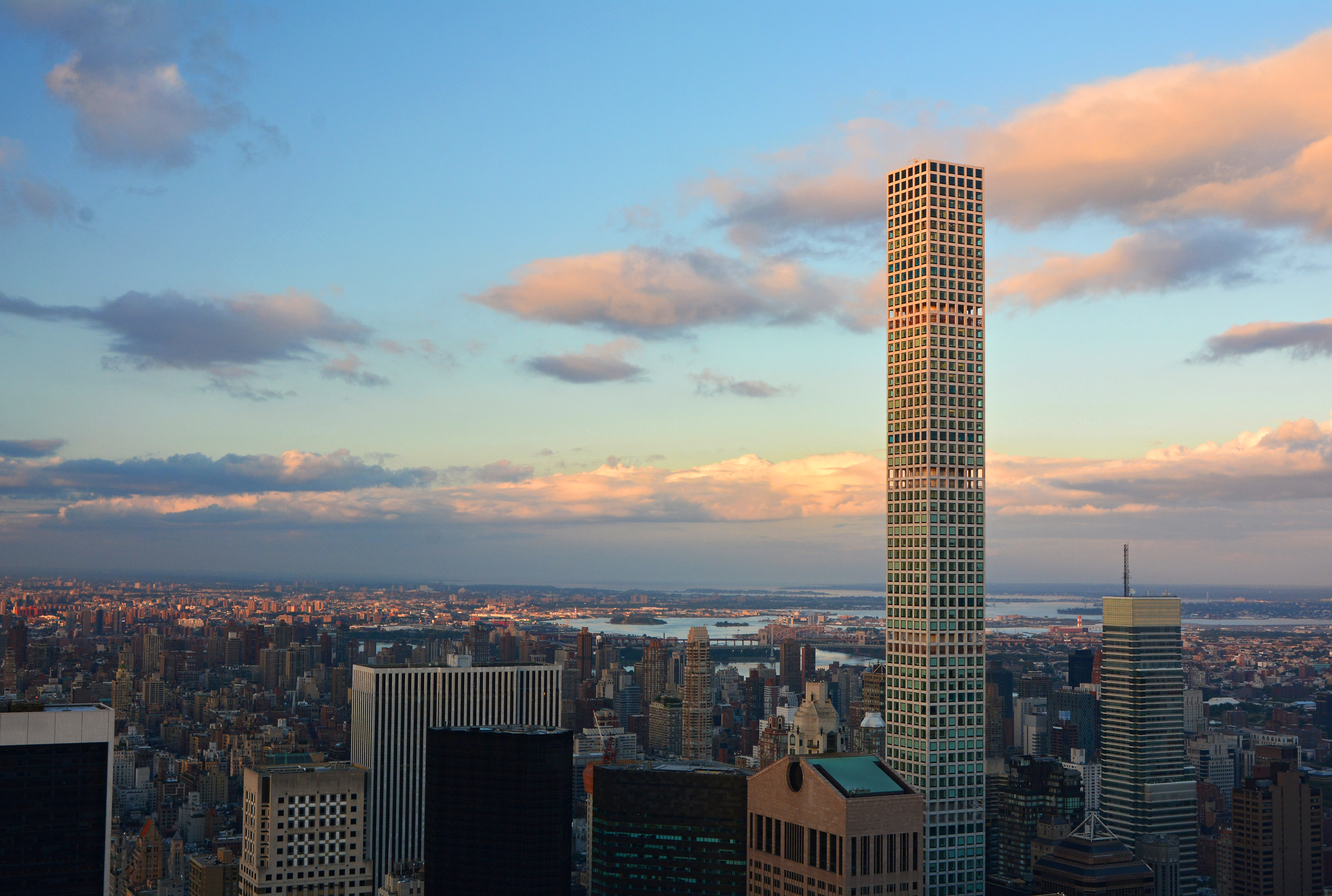
432 パーク・アベニューとニューヨークの眺望

- ワン 57（2014年完成）
- 250 東57丁目（2014年完成）
- 217 西57丁目（2018年完成予定）
- 111 西57丁目（2016年完成予定）